# اسب‌تباران
اسب‌تباران یا ستورتباران (به لاتین: Equini) تنها تبار زنده از زیرخانوادهٔ اسبیان که از مرحله همینگفوردین در میوسن میانه (۱۶–۰ میر) در سراسر جهان (به جز استرالیا) زندگی می‌کرده‌است. کلاد تبار در نظر گرفته می‌شود.

## آرایه‌شناسی
تبار Equini
- سردهٔ † اختراسب
- سردهٔ † کالیپوس
- سردهٔ † سهمگین‌اسب
- سردهٔ اسب‌ها - اسب‌های زنده، الاغ و گورخر
- سردهٔ † Haringtonhippus
- سردهٔ † اسبک‌ها
- سردهٔ † اسبک Onohippidium
- سردهٔ † یلیوسن‌اسب
- سردهٔ † نیااسب